# Maldita Vecindad y los Hijos del Quinto Patio
Maldita Vecindad y los Hijos del Quinto Patio es una banda musical mexicana, formada en la Ciudad de México en 1985 que fusiona ritmos como el rock, el ska, el reggae, el punk e influencias tradicionales de la música mexicana como el danzón y el bolero. 
Son pioneros en Hispanoamérica, junto a Mano Negra y Los Fabulosos Cadillacs, en llevar a la masividad un género bautizado como alterlatino o rock mestizo. Formados en 1985, "La maldita" es uno de los grupos más influyentes, y precursores del rock mexicano.
Se hicieron populares con temas como «Pachuco», «Don Palabras» y «Kumbala», por mencionar algunos. Incorporaron a su música atuendos e influencias de la década de los cincuenta de la llamada cultura chicana, como el zoot suit y otros elementos de la figura del pachuco.

## Historia
La Maldita Vecindad surgió en la Ciudad de México en 1985 en medio del movimiento que se conoció como rock en tu idioma. Maldita Vecindad y los Hijos del Quinto Patio apareció en la escena musical en esa época con una tendencia poco escuchada y conocida en México, similar a algunas bandas precursoras como Ritmo Peligroso y Botellita de Jerez; la del mestizaje de rock con ritmos populares. Algunos de sus integrantes se conocieron en el Colegio de Ciencias y Humanidades plantel Azcapotzalco de la UNAM. Fundada por "Roco" (primera voz), "Sax" (saxofón), "Lobito" (tumbas), "Aldo" (bajo), "Pacho" (batería) y "Tiki" (guitarra). El atuendo de "Roco", "Pato" y "Lobito" inspirado en la cultura chicana y en el personaje de Tin Tan (reivindicado en la canción Pachuco), así como la incorporación de instrumentos poco comunes para el rock de ese momento como el saxofón, la trompeta, las congas y los tambores, además de su reivindicación abierta de la cultura capitalina, les abrió paso en la Ciudad de México.
Su primer concierto fue en un evento organizado por el Partido Socialista Unificado De México. En esa época participaron en distintos conciertos en campamentos de damnificados del sismo del 19 de septiembre de 1985. En 1988 se manifestaron contra el fraude electoral de las elecciones federales de ese año y en años recientes se han adherido a la causa de sindicatos independientes como el Mexicano de Electricistas.
Grabaron su primer material en 1988, Maldita Vecindad y los Hijos del Quinto Patio. Un par de años más tarde se integró Pato (guitarra) y en 1991 lanzaron El circo, el cual vendió más de medio millón de copias, y con el cual lograron su primera gira por Estados Unidos. Su disco El circo fue el que los llevó en definitiva al éxito comercial y popular, alcanzando la cifra récord de entonces de 800 000 copias vendidas. En 1991 en su primera gira por Estados Unidos abrieron con grupos como INXS, Bob Dylan, Leonard Cohen, Sonic Youth, Madness, Faith No More y Jane's Addiction.
En 1992 alternaron con Mano Negra y Los Fabulosos Cadillacs en Ciudad de México, en el Deportivo Cuauhtémoc y el Teatro Ángela Peralta. También han adaptado canciones de Los Tigres del Norte, Armando Manzanero y Juan Gabriel.
En el año 2011 anunciaron que se tomarían unas vacaciones, cancelando todos sus shows incluido el festejo de sus 25 años programado para el 2 de diciembre en el Palacio de los Deportes.
En 2014 la banda volvió a reunirse para presentarse en la XV edición del Festival Vive Latino y festejar así sus 30 años de existencia.

### Proyectos alternos
Roco Pachukote - fundador y quien bautizara a la banda como Maldita Vecindad, desde sus inicios ha colaborado en distintos proyectos sociales además de diversas colaboraciones musicales de todos los géneros.
En el 2011 tras la pausa indefinida anunciada por el grupo, Roco centró sus energías en el proyecto Sonidero Mestizo con el que lanzó varios temas con sus respectivos videoclips.
Somos Paz - 2011
Wirikuta se Defiende junto al Colectivo Aho 2012 Organizando un evento sin precedentes en el Foro Sol de la Ciudad de México ante más de 60 000 personas, obteniendo el premio a Las Lunas del Auditorio Nacional 2012.
Cheran - 2011
Hazla de Toz - 2013
Colaboración en el disco Electro Jarocho disco que obtuviera la nominación al Grammy 2012 como mejor disco Latino Urbano Alternativo Rock.
Después comienzan una gira por todo México llamada Paz y Baile 2013 en la que Roco Pachukote hace un recorrido de su historia musical reinterpretando un selecto repertorio de Maldita Vecindad junto a su material solista.
Por su parte "Sax" colaboró en diversos proyectos musicales destacando Caifanes, Víctimas del Dr Cerebro, Los Enanitos Verdes, Tex Tex, Haragan y Cia. y Los Tigres del Norte, Acapulco tropical.
A partir de 1992 incursionó en la producción musical, siendo su primer trabajo el disco No! de Tijuana No, en el que aparece como invitado en varios de los tracks, podemos escuchar su participación en el icónico tema de "Pobre de Ti" con sus entrañables saxofones.
En 2001 produce el disco UFO (Unión de Fuerzas Oprimidas) de Tarzan Congo (Opción Sónica), "El Bailongo" de K-ras Citadinas (Discos y Cintas Denver) y las primeras producciones de Santo Oateke y La Sonora San Felipe.
En 2005 produjo "Elementos" de Tarzán Congo, "América Somos Todos" de K-ras Citadinas y "Cada loco con su Tema" de Chencha Berrinches de Los Ángeles, California. Años más tarde produjo a Tlacuaches K de San Luis Potosí. 
Su último trabajo como productor fue Violenta Verdad de Kotardo (vocalista original de Sekta Core). 
Pato, Aldo y Sax, a partir de julio de 2011 trabajaron en un proyecto alterno llamado "Los Malditos Cocodrilos Fusión Festiva" donde con un nuevo concepto grabaran una canción dentro del Reclusorio Oriente de la Ciudad de México, misma canción que formara parte de su primer trabajo discográfico con esta reestructura. Esta canción tiene como invitados a una banda formada dentro del mismo Reclusorio Oriente llamada Los Segregados, y que ya lanzó su primer disco titulado "Todo es Playa". Pato cuenta que recibieron una invitación para asistir a la presentación del disco y quedaron muy sorprendidos. “Nos encontramos con una grata sorpresa, es un grupo que toca muy bien, tiene tiempo suficiente para ensayar”. 
Cuenta que la invitación se dio debido a que uno de sus ingenieros de sonido es amigo de uno de los integrantes de la banda de Oriente. “Nosotros ‘palomeamos’, tocamos algunas canciones de ellos y luego ellos tocaron algunas canciones de nosotros como Pachuco y Kumbala”. De esa tocada los tres integrantes de la Maldita Vecindad fueron invitados a grabar un par de temas para el futuro 2.º disco de Los Segregados, mientras que de manera recíproca "Los Malditos Cocodrilos Fusión Festiva" acordaron grabar un tema con los músicos del penal de la Ciudad de México.

## Acerca de su nombre

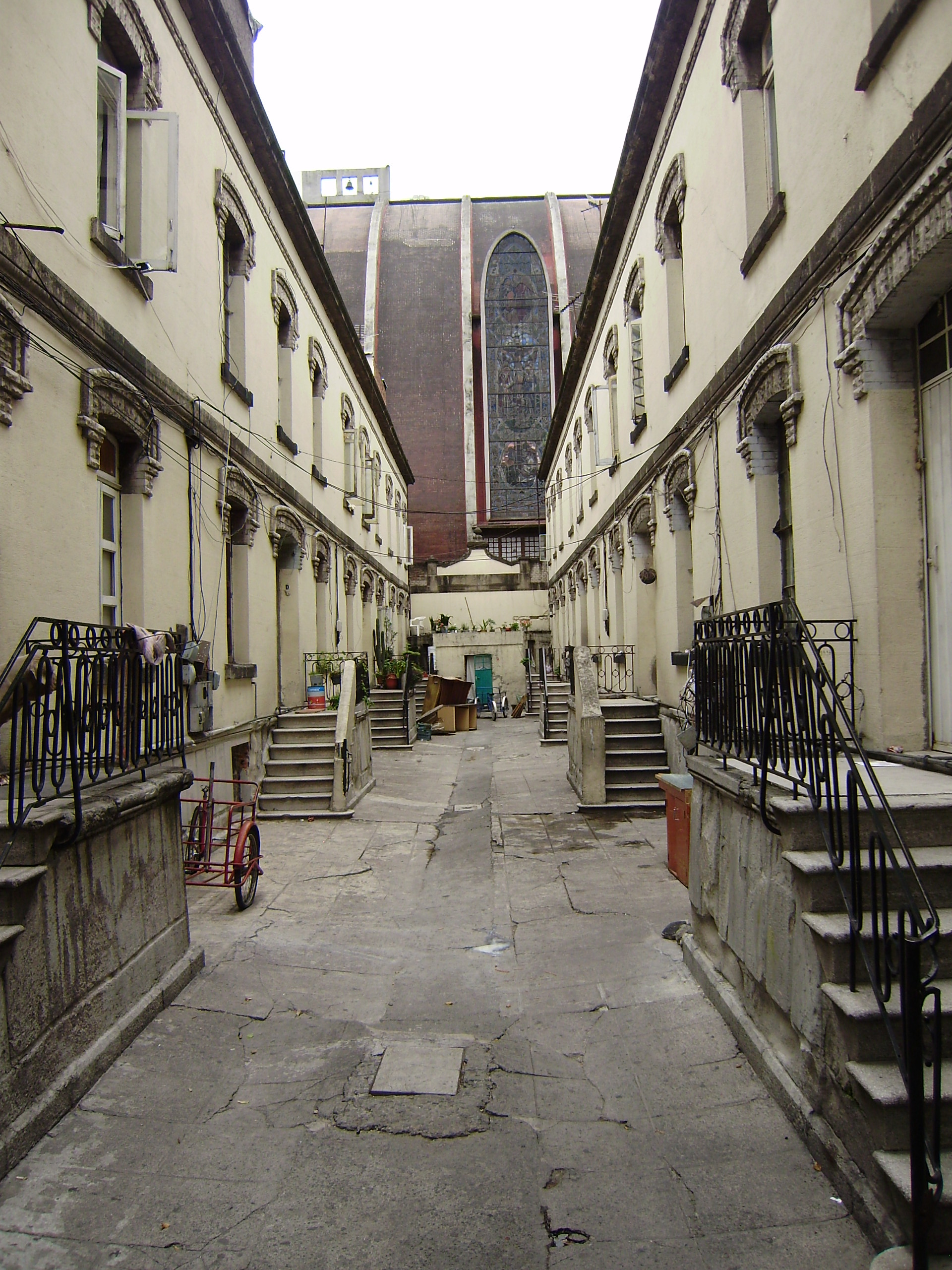
Patio de vecindad de la Colonia Roma en Ciudad de México.

En la Ciudad de México una vecindad se refiere a construcciones habitacionales heredadas del siglo XIX y principios del siglo XX, habitadas en la actualidad, compuestas por un patio largo, con sus habitaciones a los costados y con baños y lavaderos de ropa comunes para varias familias pobres. 
Entre más patios tuviera una vecindad, era más populosa y por ende, más pobre, por lo que el apelativo "y los hijos del quinto patio" reivindica el origen urbano, obrero y de la clase más baja de la agrupación. De hecho, varios de los miembros originales nacieron y crecieron en una vecindad que estaba localizada en la colonia Santa María la Ribera, en la antigua calle de Chopo, y cuya fachada era muy parecida a la fachada de la vecindad donde sucede la película "Quinto Patio" de 1950, protagonizada por Emilio Tuero. Era tan parecida que la gente de la colonia bautizó a esta vecindad como "El quinto patio". En esa película, Emilio Tuero interpreta una canción compuesta por Luis Arcaraz y de título "Quinto Patio", que habla de un enamorado pobre que canta: "Por vivir en quinto patio / desprecias mis besos". 
Los integrantes de "La Maldita" como popularmente se les conoce han explicado en numerosas ocasiones que la intención de su nombre es un homenaje o tributo a las radionovelas y a la tragicomedia mexicana.

## Discografía
- Maldita Vecindad Y Los Hijos Del 5to Patio (1989)
- El Circo (1991)
- En vivo: Gira pata de perro (1993)
- Baile De Máscaras (1996)
- Mostros (1998)
- Circular Colectivo (2009)

### Recopilaciones
- Rock en Español: Lo Mejor de Maldita Vecindad (1995)
- Rock Mexicano. Lo Mejor De: La Maldita Vecindad y los hijos del quinto patio. (2001)
- El tiempo vive en la memoria 1989- 2004: 15 Años de Éxitos Maldita Vecindad. (2004)
- 20 Éxitos Originales (2005)
- Lo Esencial (Edición Importada) (2007)
- Lo Esencial (Remasterizado 2008) (2008)

### No oficiales
- MTV Unplugged (1996)

## Tributos y Acoplados
- Armando Manzanero y Sus Amigos - "Esta Tarde Vi Llover" (1993)
- Viva Tin Tan - "Los Agachados" (2006).
- El más Grande Homenaje a Los Tigres del Norte - "El Circo" (2001).
- Un Tributo (a José José) - "Lo Pasado, Pasado" (1998).
- Juntos por Chiapas - "La tormenta" (En apoyo al Ejército Zapatista de Liberación Nacional)
- Los derechos de los niños - Bandula - "La mamá pegalona"
- 20 y 10 El fuego y la palabra" - "El barzón"
- Maldita Vecindad: 15 años de éxito” - “Querida” tributo a Juan Gabriel
- Homenaje a Maldito - Canciones de la Maldita Vecindad interpretados por otras bandas (2004).

## Colaboraciones
- A La Izquierda de la Tierra - Panteón Rococó. (Roco)
- Alma en Fuego - Inspector (grupo)  y  Café Tacvba. (Roco)
- Apa'chamba - Tokadiscos (Roco)
- Tijuana No - Tijuana No! Disco producido por (SAX)
- Pachuco Boogie Sounds System - Los Skarnales
- UFO (Unión de Fuerzas Oprimidas) - Tarzán Congo. Disco producido por (SAX)
- Latin Ska Force - Los de Abajo (Pato)
- Elementos - Tarzán Congo (Roco, Pato, Aldo y Sax). Disco producido por (SAX)
- Majikakonvinazion - Butumbaba.
- El Rap de los mojados - Roco con Miguel Mateos (Nunca se editó).
- Tiky Presenta: VillaTule - VillaTule (SAX)
- Cada Loco con su Tema - Chencha Berrinches (SAX)
- HECHO EN MEXICO Chencha Berrinches ORIGINALES. Disco producido por (SAX)
- El Bailongo - K-ras Citadinas. Disco producido por(SAX)
- América Somos Todos - K-ras Citadinas (Roco y Sax). Disco producido por (SAX)
- Maldito Desorden - Desorden Público (Posiblemente salga en la versión mexicana del disco de Desorden Bailando Sobre Las Ruinas)
- Undelivered Letters - VillaTule (SAX)
- Violenta Verdad - Kotardo. Disco producido por (SAX)
- Tour La Vecindad Santanera  - La Maldita Vecindad y los Hijos del Quinto Patio junto a La Sonora Santanera

## Integrantes
- "Roco" (Voz; 1985-actual).
- Aldo Acuña (Bajo; 1989-actual).
- Enrique Montes "Pato" (guitarrista;1991-actual).
- Adrián Navarro "Lobito" (Percusiones; 1985-1993).
- Miguel Sabbagh (baterista; 2014-actual).
- "Sax" (Saxofón; 1985-2021)[11]
- "Tiky" Hagen (Guitarra; 1985-1988).
- José Luis Paredes Pacho "Pacho" (Batería; 1985-2002).

### Músicos invitados
- Kino Domínguez (Teclados)
- Jesus Méndez (Percusiones actual)
- Javier Sosa (Batería)
- Julio Díaz (Batería) Q. E. P. D.
- Miguel Sabbagh (Batería actual)
- Alejandro Cervantes (tecladista)
- Armando “Dillo” Vázquez (tecladista actual)